# شوبفينفلوي
شوبفينفلوي (بالإنجليزية: Chüpfenflue)‏ هو أحد جبال سلسلة جبال الألب بليسور وجزء من القمة الأم أرسوير روثورن يقع في كانتون غراوبوندن، سويسرا. يبلغ ارتفاع الجبل حوالي 2658 متر، بينما يبلغ ارتفاع نتوء الجبل 249 متر.